# Campeonato femenino sub-20 de la CAF de 2015
El Campeonato femenino sub-20 de la CAF de 2015 fue el VIII torneo que decidió qué naciones africanas participarían  de la Copa Mundial Femenina de Fútbol Sub-20 de la FIFA.

## Eliminatorias
6 equipos fueron elegidos para participar en la ronda preliminar.

### Ronda preliminar
| 2 de mayo de 2015 | Yibuti | 0 : 2   | Burkina Faso | Estadio El Hadj Hassan Gouled, Yibuti (ciudad) |  |
|                   |        | Reporte |              |                                                |  |

| 15 de mayo de 2015 | Burkina Faso | 5 : 0   | Yibuti | Stade Municipal, Uagadugú |  |
|                    |              | Reporte |        |                           |  |

| 16 de mayo de 2015 | República Democrática del Congo | 5 : 0 | Gabón |  |  |

| 24 de mayo de 2015 | Gabón | 0 : 1 | República Democrática del Congo |  |  |

|  | Sierra Leona | Sierra Leona no se presentó | Liberia |  |  |

### Primera ronda
| 12 de julio de 2015 | Argelia | 1 : 2 | Burkina Faso |  |  |

| 25 de julio de 2015 | Burkina Faso | 1 : 1 | Argelia |  |  |

| 12 de julio de 2015 | Camerún | 0 : 0 | Etiopía |  |  |

| 26 de julio de 2015 | Etiopía | 2 : 1 | Camerún |  |  |

| 12 de julio de 2015 | Guinea Ecuatorial | 4 : 0 | Mali |  |  |

| 24 de julio de 2015 | Mali | 0 : 0 | Guinea Ecuatorial |  |  |

| 12 de julio de 2015 | Ghana | 6 : 0 | Senegal |  |  |

| 24 de julio de 2015 | Senegal | 0 : 2 | Ghana |  |  |

| 12 de julio de 2015 | República Democrática del Congo | 4 : 0 | Namibia |  |  |

| 26 de julio de 2015 | Namibia | 0 : 1 | República Democrática del Congo |  |  |

| 12 de julio de 2015 | Liberia | 1 : 7 | Nigeria |  |  |

| 25 de julio de 2015 | Nigeria | 7 : 0 | Liberia |  |  |

| 11 de julio de 2015 | Tanzania | 0 : 4 | Zambia |  |  |

| 25 de julio de 2015 | Zambia | 0 : 0 | Tanzania |  |  |

| 12 de julio de 2015 | Sudáfrica | 8 : 1 | Botsuana |  |  |

| 24 de julio de 2015 | Botsuana | 0 : 1 | Sudáfrica |  |  |

### Segunda ronda
| 10 de octubre de 2015 | Burkina Faso | 0 : 2 | Etiopía |  |  |

| 18 de octubre de 2015 | Etiopía | 0 : 0 | Burkina Faso |  |  |

| 27 de septiembre de 2015 | Guinea Ecuatorial | 0 : 1 | Ghana |  |  |

| 11 de octubre de 2015 | Ghana | 2 : 0 | Guinea Ecuatorial |  |  |

| 27 de septiembre de 2015 | República Democrática del Congo | 1 : 2 | Nigeria |  |  |

| 10 de octubre de 2015 | Nigeria | 2 : 0 | República Democrática del Congo |  |  |

| 27 de septiembre de 2015 | Zambia | 0 : 0 | Sudáfrica |  |  |

| 10 de octubre de 2015 | Sudáfrica | 3 : 2 | Zambia |  |  |

### Fase final
| 24 de octubre de 2015 | Etiopía | 2 : 2 | Ghana |  |  |

| 8 de noviembre de 2015 | Ghana | 4 : 0 | Etiopía |  |  |

| 24 de octubre de 2015 | Nigeria | 2 : 1 | Sudáfrica |  |  |

| 8 de noviembre de 2015 | Sudáfrica | 0 : 1 | Nigeria |  |  |

## Clasificados a laCopa Mundial Femenina de Fútbol Sub-20 de 2016
| Nigeria | Ghana |